# Каттанео, Аделардо
Аделардо Каттанео (Adelardo Cattaneo, его имя также пишут как Alardo) — католический церковный деятель XII-XIII веков. На консистории 6 марта 1185 года был провозглашен кардиналом-священником с титулом церкви Сан-Марчелло. Участвовал в выборах папы 1185 (Урбан III), 1187 (Григорий VIII), 1187 (Климент III), 1191 (Целестин III), 1198 (Иннокентий III) и 1216 (Гонорий III) годов. В 1188 году стал епископом Вероны.